# Jack Monkau
Jacobus Johannes (Jack) Monkau (Amsterdam, 5 mei 1939) is een Nederlandse acteur.  Hij wilde van jongs af aan acteren. 

## Familie
Monkau is zoon van een Surinaamse vader Arthur Monkau en een Schots-Nederlandse moeder Mary Burger.. Hij groeide op in een artistiek gezin met vijf kinderen; eerst in Amsterdam Oud-West, verhuisde al vroeg naar de Weesperbuurt, waar toen veel armoede heerste.  Zijn vader speelde, alhoewel geen acteur van beroep, in 1936 in de Nederlandse korte speelfilm Ballade van den hoogen hoed.  Zijn broer Marius (18 augustus 1937) werd zanger en acteur, onder andere bekend van Hair (musical), en zijn oudste broer Arthur junior (6 februari 1935 – 7 oktober 2007) was fotograaf. Monkau heeft uit diverse relaties twee kinderen en vier kleinkinderen. 

## Loopbaan
Nadat hij de lagere school in De Pijp (Daniël Schutschool, 1946-1952) had doorlopen, ging Monkau werken. Allerlei beroepen kwamen in de periode 1953-1962 voorbij, zoals diamantwerker, barman (Tropicana van Max Woiski aan het Rembrandtplein) en fotomodel dan wel mannequin.  In die periode bezocht hij wel een boksschool en moest ook de dienstplicht vervullen. Hij ontmoette menig acteur en artiesten op het Leidseplein en maakte deel uit van "De Leidsepleiners" (Ramses Shaffy, Liesbeth List, Simon Vinkenoog) en Amsterdam Modernist Club..  Ondertussen probeerde hij jazzballet onder de knie te krijgen
Daarna was hij enige tijd tijdschriftenverkoper in Duitsland (1960-1963). 
Zijn eerste filmrol was in 1964 toen hij speelde in de film Plantage Tamarinde , samen met onder meer Albert van Dalsum en Elly van Stekelenburg. Hierna verhuisde Monkau naar België (periode 1969-1974) waar hij acteurworkshops volgde en daarna volgden er televisieoptredens en toneelopdrachten.
Tussen 1970 en 1979 baatte hij modeketen Jacks Point uit; en in 1981 snackbar Jack Snack.  In de periode 1981 tot 2000 speelde hij tal van rollen in televisieseries.  Overlappend was hij trainingsacteur bij Justitie (1998-2007).  Ook in die periode stond hij wel op de planken zoals in 2002 in musical Aida.  Tussen 2017 en 2019 was hij (weer) te zien op televisie met een rol in Het geheime dagboek van Hendrik Groen.  in 2021 volgde Maud & Babs. In 2024 was hij te zien in de verlate doorstart van Medisch Centrum West.  In dat jaar is hij met een schrijver bezig aan zijn biografie. 
Vanaf de start van zijn loopbaan had Monkau last van discriminatie (afraden toneelcarrière, afgewezen sollicitaties en audities). Zo had hij op verzoek van stuntman Hammy de Beukelaer gesolliciteerd naar een rol in Floris, maar kreeg te horen dat er in de tijd waarin het verhaal zich afspeelde geen “zwarte ridders” waren.  Anderzijds vroeg men hem voor rolbevestigende rollen met de specifieke vraag een Surinaams accent te hanteren.  Grote voorbeeld bleef Harry Belafonte en met name film Carmen Jones en lied The Banana Boat Song; Monkau dacht (altijd), als hij dat kan, kan ik het ook.  

## Eerbetoon
In 2017 ontving hij de eerste Otto Sterman Oeuvre Award tijdens Da Bounce Urban Film Festival voor zijn pioniersrol en baanbrekend werk voor andere zwarte acteurs.  In 2018 speelde Esmee Aarts van Broadway Talents uit Almere haar filmdebuut in een korte film die een ode is aan Jack Monkau. In de korte film Als er geen liefde zou bestaan speelt Monkau (79) ook zelf een hoofdrol.

## Filmografie
- Plantage Tamarinde speelfilm – Philip de Groot (1964)
- De Fabriek televisieserie – Jack (1981)
- Moord in Extase Nederlandse film – Stoops (1984)
- Wildschut Vlaams/Nederlandse film – Charlie (1985)
- Medisch Centrum West - Inspecteur Terpstra (1989-1990)
- Goede tijden, slechte tijden soapserie – Frenk Peters (1993-1994)
- Vrouwenvleugel televisieserie – Dokter IJsbrand Kaan (1994-1995)
- Rozengeur & Wodka Lime dramaserie – Jan Terborgh (Stand by your man, 2001)
- Onderweg naar Morgen televisieserie
- Lek film (2000)
- Musical Aida
- Het geheime dagboek van Hendrik Groen televisieserie – Meneer Ellroy (2017-2019)
- Zeep – KORT! (2017)
- Wish film (2023) – Sabino (stem)
- Medisch Centrum West (2024) - Meneer Zomers